# کوپریوشتیتسا
کوپریوشتیتسا (به صربی: Koprivštica) یک منطقهٔ مسکونی در صربستان است که در پیروت واقع شده‌است. کوپریوشتیتسا ۶۷ نفر جمعیت دارد.